# Auzat-la-Combelle
Auzat-la-Combelle is een gemeente in het Franse departement Puy-de-Dôme (regio Auvergne-Rhône-Alpes) en telt 2035 inwoners (2004). De plaats maakt deel uit van het arrondissement Issoire. Auzat-la-Combelle telde op 1 januari 2022 1.953 inwoners.

## Geografie
De oppervlakte van Auzat-la-Combelle bedroeg op 1 januari 2022 12,74 vierkante kilometer; de bevolkingsdichtheid was toen 153,3 inwoners per km².

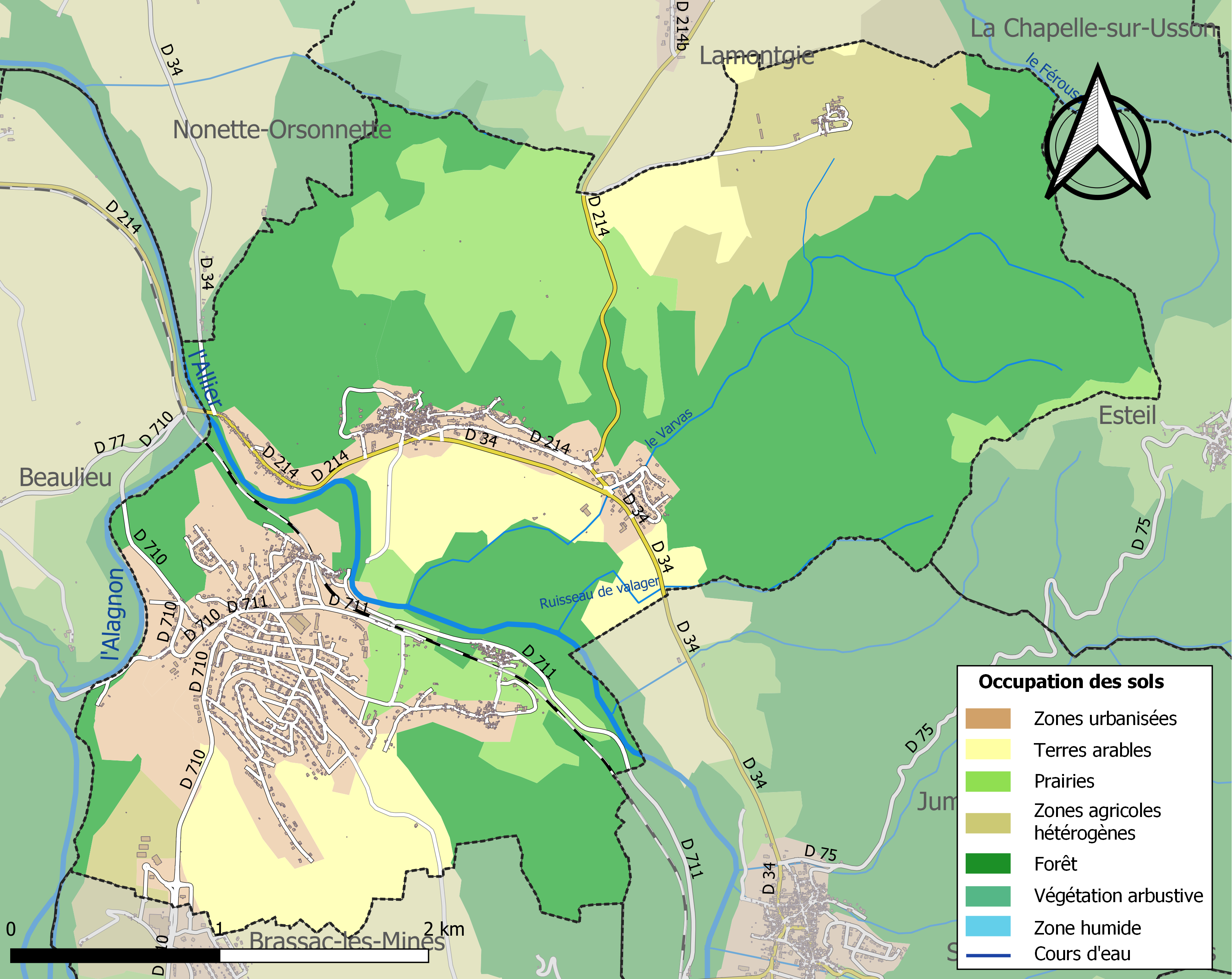
Kaart van de gemeente met belangrijkste infrastructuur, bodemgebruik en omliggende gemeenten

## Demografie
Onderstaande figuur toont het verloop van het inwonertal (bron: INSEE-tellingen).